# .mu
.mu – domena internetowa przypisana do Mauritiusa. Została utworzona 6 października 1995. Zarządza nią Mauritius Network Information Centre (MU-NIC).